# U xơ tuyến tiền liệt
U xơ tuyến tiền liệt (tiếng Anh BPH - Benign Prostatic Hyperplasia), còn được gọi là tăng sản tuyến tiền liệt lành tính, hay phì đại tuyến tiền liệt, đề cập đến sự gia tăng kích thước của tuyến tiền liệt không phải do ung thư. Các triệu chứng có thể bao gồm đi tiểu thường xuyên, tiểu khó, tiểu yếu, bí tiểu hoặc tiểu không tự chủ. Các biến chứng có thể bao gồm nhiễm trùng đường tiết niệu, sỏi bàng quang và các vấn đề về thận mạn tính.
Nguyên nhân chính xác của BPH còn chưa rõ ràng, nhưng các yếu tố nguy cơ bao gồm bệnh sử gia đình, béo phì, tiểu đường loại 2, thiếu hoạt động thể chất và rối loạn dương cương. Một số loại thuốc như pseudoephedrine, thuốc kháng cholinergic và thuốc chẹn kênh canxi có thể làm trầm trọng thêm các triệu chứng. Cơ chế cơ bản liên quan đến việc tuyến tiền liệt chèn lên niệu đạo, do đó cản trở dòng nước tiểu từ bàng quang. Chẩn đoán thường dựa vào đánh giá triệu chứng và khám thực thể sau khi loại trừ các nguyên nhân tiềm ẩn khác.
Các lựa chọn điều trị BPH bao gồm thay đổi lối sống, thuốc men, một số phương thức và can thiệp phẫu thuật. Đối với những người có triệu chứng nhẹ, các khuyến nghị có thể bao gồm giảm cân, tập thể dục thường xuyên và giảm tiêu thụ caffeine, mặc dù bằng chứng về lợi ích của việc tập thể dục còn hạn chế. Trong trường hợp các triệu chứng rõ rệt hơn, có thể kê đơn các loại thuốc như thuốc chẹn alpha (ví dụ terazosin) hoặc thuốc ức chế 5α-reductase (ví dụ finasteride). Phẫu thuật cắt bỏ một phần tuyến tiền liệt có thể cần thiết đối với những người không đáp ứng với các biện pháp can thiệp khác. Mặc dù một số phương pháp điều trị bằng thảo dược như chiết xuất từ cây cọ lùn (saw palmetto) đã được nghiên cứu nhưng chưa chứng minh được hiệu quả đáng kể. Tuy nhiên, các chất bổ sung bằng thảo dược khác, chẳng hạn beta-sitosterol từ Hypoxis rooperi (cỏ sao châu Phi), pygeum (chiết xuất từ vỏ cây Prunus africana), hạt bí ngô (Cucurbita pepo) và rễ cây tầm ma (Urtica dioica), đã cho thấy một số tác dụng trong việc cải thiện việc tiểu tiện.
Khoảng 105 triệu nam giới trên toàn thế giới bị ảnh hưởng bởi BPH. Tình trạng này thường biểu hiện sau tuổi 40, với một nửa số nam giới từ 50 tuổi trở lên bị ảnh hưởng. Ở tuổi 80, tỷ lệ mắc bệnh tăng lên khoảng 90% ở nam giới. Mặc dù nồng độ kháng nguyên đặc hiệu tuyến tiền liệt (PSA) có thể tăng cao ở những người mắc bệnh BPH, nhưng điều quan trọng cần lưu ý là tình trạng này không làm tăng nguy cơ ung thư tuyến tiền liệt.

## Triệu chứng
Tiểu ngập ngừng, cảm giác tiểu không hết, tiểu nhiều lần, số lượng nước tiểu mỗi lần ít là những triệu chứng gợi ý cho bệnh u xơ tiền liệt tuyến ở đàn ông trung niên và cao niên. Vì tiểu không hết, có sự tắc đọng vi khuẩn trong bàng quang làm tăng nguy cơ nhiễm trùng tiết niệu.
Một số bệnh nhân bị tiểu khó, trong đó lượng nước tiểu không thoát đủ và bàng quang bị căng phồng. Nếu không chữa, nó có thể dẫn đến suy chức năng thận và thận ứ nước.

## Chẩn đoán
Thăm trực tràng (sờ tuyến tiền liệt qua trực tràng) có thể phát hiện tuyến tiền liệt khi đã to đáng kể. Phương pháp này phụ thuộc vào kỹ năng bác sĩ.
Thông thường, xét nghiệm máu được dùng để loại trừ ung thư tuyến tiền liệt: tăng cao PSA (kháng nguyên đặc hiệu tiền liệt tuyến) là dấu hiệu chỉ thị ung thư. Chú ý, việc thăm trực tràng có thể làm tăng PSA trong máu ngay cả những bệnh nhân không bị ung thư. Do đó, bác sĩ thường lấy máu trước khi thăm trực tràng. Ở người bình thường, PSA nhỏ hơn 4 ng/ml. Nếu PSA trên 10 ng/ml thì có khả năng bị ung thư hơn là u xơ.
Siêu âm y tế vùng tinh hoàn, tuyến tiền liệt và thận cũng thường được làm để loại trừ ung thư và thận ứ nước. Kỹ thuật siêu âm cho phép xác định kích thước và khối lượng của tuyến tiền liệt. Tuyến tiền liệt thông thường có thể tích khoảng 20 mililít.

## Dịch tễ học
Tại Việt Nam hiện nay có tới 45% đến 70% số nam giới trong độ tuổi từ 45 đến 75 mắc căn bệnh này. Phần lớn trong số đó đã phải trải qua phẫu thuật ít nhất là một lần. Điều này gây ra những ảnh hưởng không nhỏ đến sức khỏe và sinh hoạt của người bệnh.
Tại Hoa Kỳ, hơn một nửa đàn ông độ tuổi từ 60 đến 70 và khoảng 90% ở độ tuổi từ 70 đến 90 có triệu chứng của u xơ tuyến tiền liệt. Một số trong đó có triệu chứng nặng đến mức cần điều trị.

## Điều trị

### Điều trị nội khoa
Có thể điều trị bằng thuốc ức chế thụ thể alpha-adrenergic, ví dụ alfuzosin (Xatral), terazosin (Hytrin), doxazosin, prazosin và tamsulosin. Một số kháng androgen như ức chế men 5-alpha-reductase (finasteride (Proscar) và dutasteride) thường được dùng phối hợp với thuốc trên để làm giảm triệu chứng. Các thuốc ức chế alpha-adrenergic không làm "tiêu" bướu mà chỉ giúp tiểu dễ do cổ bàng quang và niệu đạo dễ mở rộng khi đi tiểu. Thuốc này cũng làm giãn một số cơ vòng khác trong cơ thể và gây tác dụng phụ như giảm huyết áp. Chưa có thuốc nào được chứng minh là làm bướu nhỏ đi. Thuốc có hiệu quả với bướu to một hay hai thuỳ bên, chứ ít tác dụng với bướu thùy giữa.

### Điều trị ngoại khoa
Phẫu thuật bóc tiền liệt tuyến qua niệu đạo (TURP) có thể cần thực hiện. Kỹ thuật này cắt bỏ một phần tiền liệt tuyến, thông qua niệu đạo. Nếu PSA < 4 mg/ml thì có thể mổ cắt đốt nội soi. 

### Phương pháp khác
Có nhiều phương pháp mới để giảm kích thước tiền liệt tuyến, một số chưa được thử nghiệm đủ lâu để đảm bảo độ an toàn và biết hết các tác dụng phụ. Các phương pháp này phá hủy các mô thừa mà không ảnh hưởng đến tổ chức còn lại. Một số phương pháp nữa có thể kể ra là "bốc bay tổ chức tuyến tiền liệt qua niệu đạo" (TVP), mổ TURP bằng laser, cắt bằng laser (VLAP), liệu pháp nhiệt vi sóng qua niệu đạo (TUMT), tiêm ethanol (tiêm cồn tuyệt đối).
Bệnh được phát hiện càng sớm thì điều trị càng có cơ hội hiệu quả hơn.